# كارلس ليدي
كارلس ليدي (بالإنجليزية: Careless Lady)‏ هو فيلم كوميدي أمريكي عام 1932 أخرجه كينيث ماكينا وكتبه جاي بولتون من بطولة جوان بينيت، جون بولز، مينا جومبيل، ويلدون هيبرن، نورا لين وراؤول رولين. صدر الفيلم في 3 أبريل 1932 بواسطة شركة فوكس فيلم. تعتقد سالي براون أن الرجال ينجذبون فقط إلى النساء ذوات الخبرة، لذلك تتظاهر بأنها زوجة رجل أعمال غير متزوج في رحلة إلى باريس.